# Sidomulyo (Ampel)
Sidomulyo is een bestuurslaag in het regentschap Boyolali van de provincie Midden-Java, Indonesië. Sidomulyo telt 4289 inwoners (volkstelling 2010).